# 山东钢铁集团
山东钢铁集团有限公司，简称山钢集团，是一家坐落在济南市的大型国有钢铁集团。2015年，该集团共生产了2170万吨钢材，是世界第12大钢铁生产商。山钢集团的实际所有人是山东省人民政府国有资产监督管理委员会，即山东省省管企业，是2008年由两家国有钢铁集团合并重组而成立。

## 历史
山东钢铁集团有限公司是由济钢集团和莱钢集团（中国第六大和第七大钢铁制造商）以及山东冶金工业集团公司合并重组而成。这三家公司均属于山东省国有资产管理委员会。
山东钢铁集团注册资本达100亿元人民币(合14亿美元) ，完全为国有。
根据山东省钢铁行业计划，山钢集团年产量为3160万吨。其中，2007年济钢原钢产量1212万吨，莱钢产量1170万吨。
中国钢铁工业协会副主席罗冰生表示，钢铁行业的联动和重组已成为全球趋势，新的山东钢铁集团将在中国钢铁行业增强国际竞争力方面发挥积极作用。

### 济南钢铁集团
济南钢铁集团是一家主要从事钢铁产品冶炼、加工、销售的公司。济南钢铁公司提供的钢铁产品包括热轧带肋钢筋、船体结构钢板、厚钢板、宽厚钢板、变形钢筋、钢坯、冷热轧钢制品以及焦化产品等。济南钢铁公司还参与销售危险化学品、煤气分销、炼钢技术咨询服务，以及销售铁矿石和其他矿石。

### 莱芜钢铁集团
莱芜钢铁公司主要从事生产和销售生铁、钢坯、钢锭、钢铁产品、焦炭、造粒渣，以及供电供热业务。2008年，莱芜钢铁公司生产了约469万吨生铁、513万吨钢材和629万吨钢材。莱芜钢铁集团的市场遍及海内外，而华东地区是其主要市场。截至2008年12月31日，莱芜钢铁集团有8家主要子公司和3家主要合作伙伴。